# سيمون وولف
سيمون وولف (بالإنجليزية: Simon Wolf؛ بالألمانية: Simon Wolf) هو محامي ودبلوماسي أمريكي وألماني، ولد في 28 أكتوبر 1836 في Hinzweiler ‏ في ألمانيا، وتوفي في 1923 في واشنطن العاصمة في الولايات المتحدة.